# Manoteras
Manoteras è una stazione della linea 4 della metropolitana di Madrid.
Si trova sotto alla calle de Bacares, all'incrocio con la calle de Vélez Rubio.

## Storia
La stazione fu aperta al pubblico l'11 aprile 2007, in corrispondenza dell'ampliazione della linea 4 dalla stazione di Parque de Santa María a quella di Pinar de Chamartín.

## Accessi
Vestibolo Manoteras
- Vélez Rubio: Calle de Vélez Rubio s/n (angolo con Calle de Bacares 11)
- Ascensor: Calle de Vélez Rubio s/n (angolo con Calle de Bacares 11)